# Eirun Last Code～自架空世界至戰場～
《Eirun Last Code～自架空世界至戰場～》是東龍乃助所寫作的日本輕小說作品，插圖由Mikoto Akemi繪畫，並有汐山古埜武和貞松龍壹負責機械相關編劇與設計。Media Factory出版，中文版由尖端出版發行。
2016年《這本輕小說真厲害！》獲得了綜合第4名、新作第1名。

## 故事簡介
西元2070年，人類遭受謎樣生命體馬里斯的襲擊已經度過半世紀以上的時光，人類幾近滅亡。而負責對抗怪物的人，並非英雄，而是一群優先受虐戰士（誘餌），以及唯一能擊敗怪物的神祕巨大機甲〈漆黑魔女〉狄絲特布倫。但機甲駕駛員賽蓮卻因為被迫對抗絕望的戰鬥，以及操縱機甲時特有痛覺共感的殘酷機制，而生不如死。
在這般時日中，某天戰場卻降下奇蹟，一台神秘機甲破空而出，並以當代未知的武力橫掃馬里斯。然而自戰鬥機中現身的，卻是與這個世界高人氣動畫的駕駛員艾倫，巴札特極為神似的少年。除了帶來一絲曙光，卻也掀起另一股風暴。

## 登場角色
艾倫·巴札特 / 冰室夏樹
化名冰室夏樹加入赫奇薩特別教導軍事學校——冰室義塾。
賽蓮汀娜·安格畢司
一之瀨葵
冰室義塾二年級，戰騎裝部隊機兵部的部長。
九重紫貴
冰室義塾學生會長。

### 冰室義塾

#### 學生會
冰室義塾的情報總機關。
陽葉茜
田中榮太郎

#### 機兵部
神無木綠
亞賀沼大地
前田奧爾森
江藤山武

#### 其他部門
整備部、生產部、兵器開發部
橘柔吳
八雲日向
伍橋月下
伏見飛鳥
睦見顎
七扇大和

#### 其他
冰室雷鳥

### 聯合國（UN）
皇家護衛隊
巴頓·堤柏
雙條水久那

### 其他的人物
結城武藏

## 出版書籍

### 小說
| 集數 | KADOKAWA       | KADOKAWA               | 尖端出版       | 尖端出版               |
| 集數 | 發售日期       | ISBN                   | 發售日期       | ISBN                   |
| ---- | -------------- | ---------------------- | -------------- | ---------------------- |
| 1    | 2015年1月23日  | ISBN 978-4-04-067304-2 | 2016年3月31日  | ISBN 978-957-10-6502-1 |
| 2    | 2015年5月25日  | ISBN 978-4-04-067654-8 | 2016年6月30日  | ISBN 978-957-10-6625-7 |
| 3    | 2015年11月25日 | ISBN 978-4-04-067951-8 | 2016年8月17日  | ISBN 978-957-10-6699-8 |
| 4    | 2016年5月25日  | ISBN 978-4-04-068339-3 | 2016年10月11日 | ISBN 978-957-10-6925-8 |
| 5    | 2016年11月25日 | ISBN 978-4-04-068748-3 | 2017年6月15日  | ISBN 978-957-10-7468-9 |
| 6    | 2017年4月25日  | ISBN 978-4-04-069180-0 | 2017年10月12日 | ISBN 978-957-10-7739-0 |
| 7    | 2017年10月25日 | ISBN 978-4-04-069505-1 | 2023年12月12日 | ISBN 978-626-37-7349-3 |
| 8    | 2018年4月25日  | ISBN 978-4-04-069862-5 | 2024年1月5日   | ISBN 978-626-37-7502-2 |
| 9    | 2018年11月24日 | ISBN 978-4-04-065235-1 | 2025年3月14日  | ISBN 978-626-40-3545-3 |
| 10   | 2019年7月25日  | ISBN 978-4-04-065734-9 |                |                        |

### 漫畫
| 卷數 | KADOKAWA      | KADOKAWA               |
| 卷數 | 發售日期      | ISBN                   |
| ---- | ------------- | ---------------------- |
| 1    | 2019年9月24日 | ISBN 978-4-04-108677-3 |

## 外部連結
- Eirun Last Code～自架空世界至戰場～（页面存档备份，存于）（日語）